# Iriartea deltoidea
Genre
Espèce
Statut de conservation UICN

 LC  : Préoccupation mineure
Iriartea est un genre de plantes de la famille des Arecaceae (palmiers) natif de l'Amérique centrale et de l'Amérique du Sud dont Iriartea deltoidea est la seule espèce.

## Taxinomie
Presque toutes les espèces autrefois dans le genre Iriartea ont été déplacées ou sont devenues des synonymes de I. deltoidea.
Dictyocaryum, Iriartella, Socratea et Wettinia ont été détachés du genre Iriartea, mais sont des parents très proches. Ils forment ensemble avec ce genre la tribu des Iriarteeae.

## Galerie

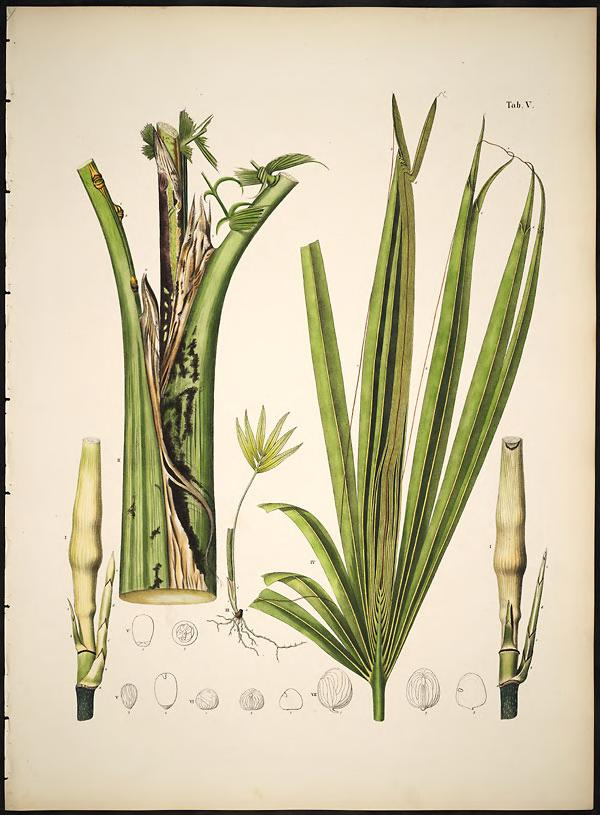
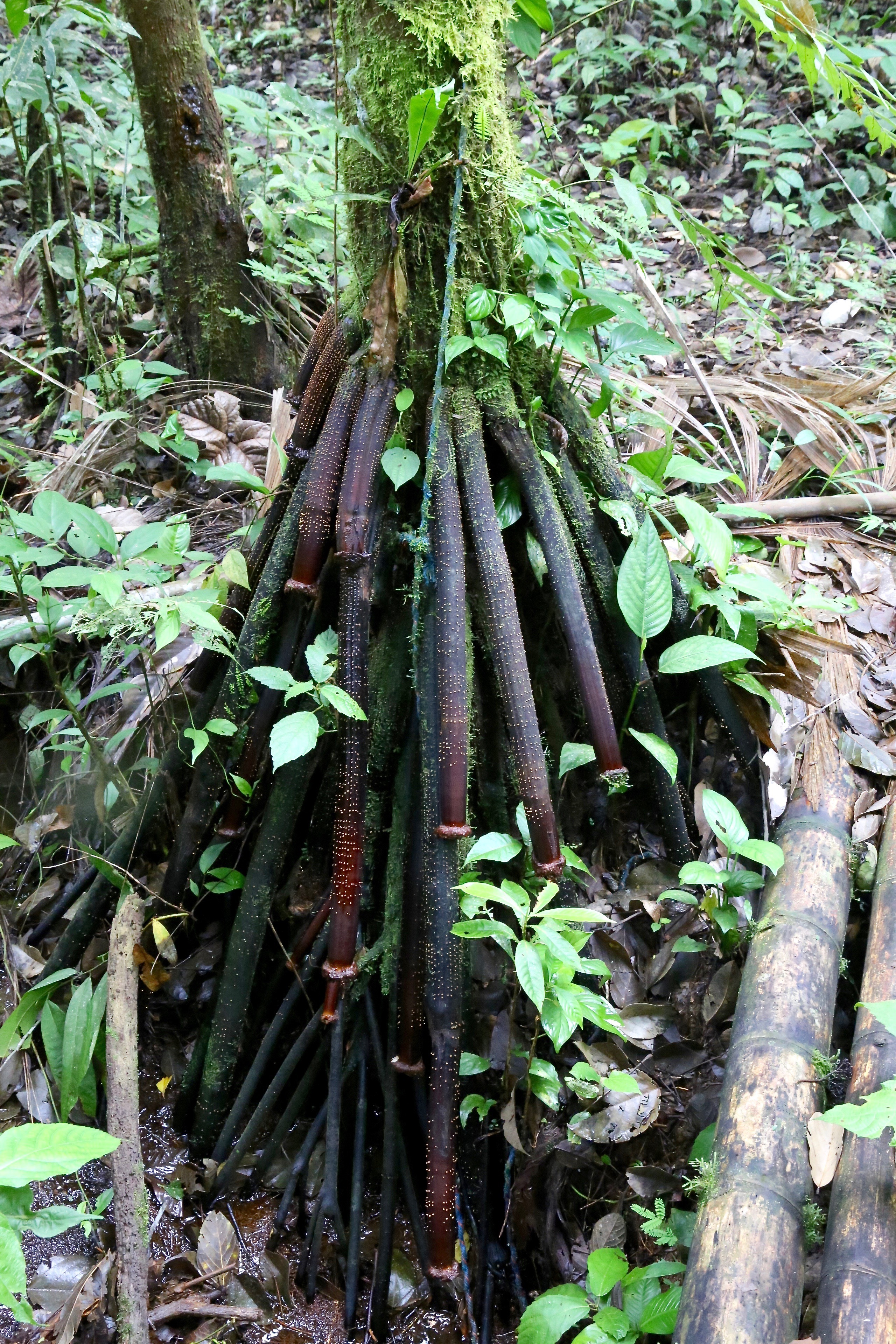
Renforts.
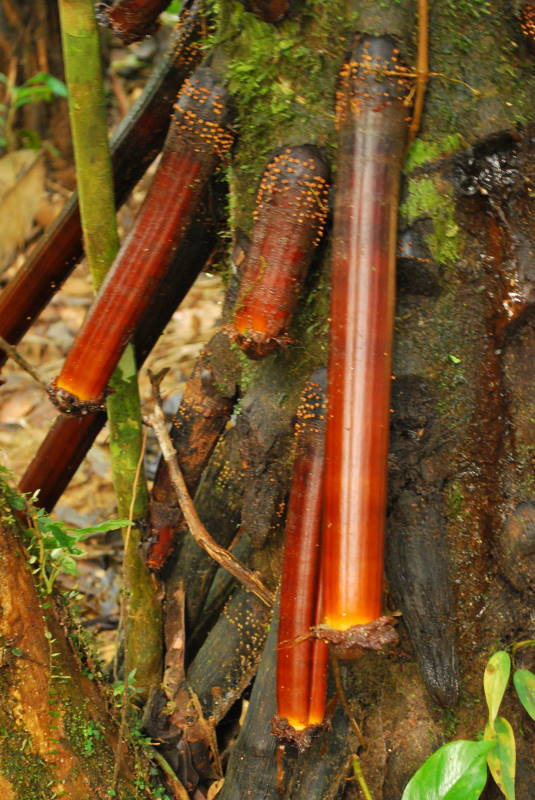
Renforts.
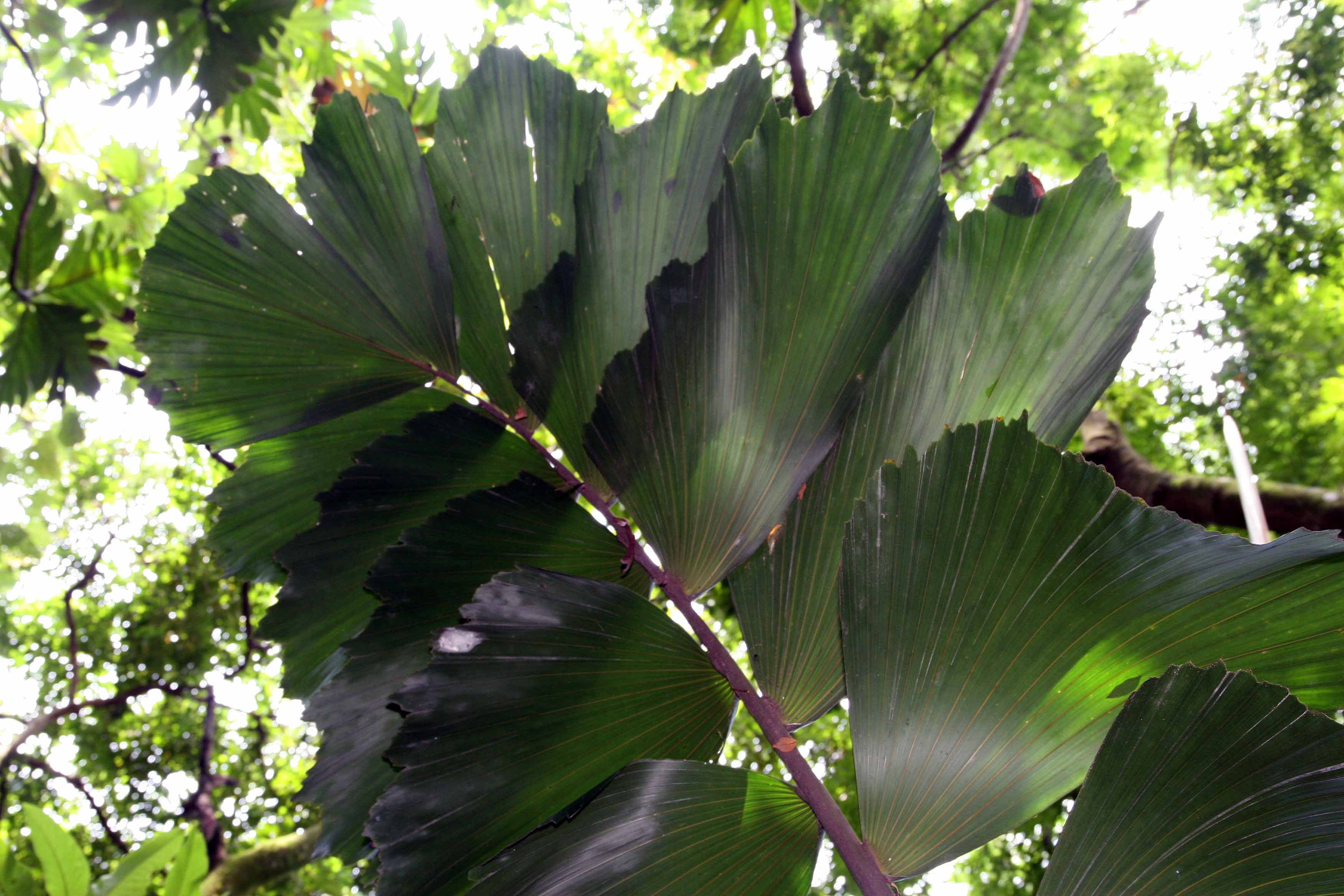
Feuille.
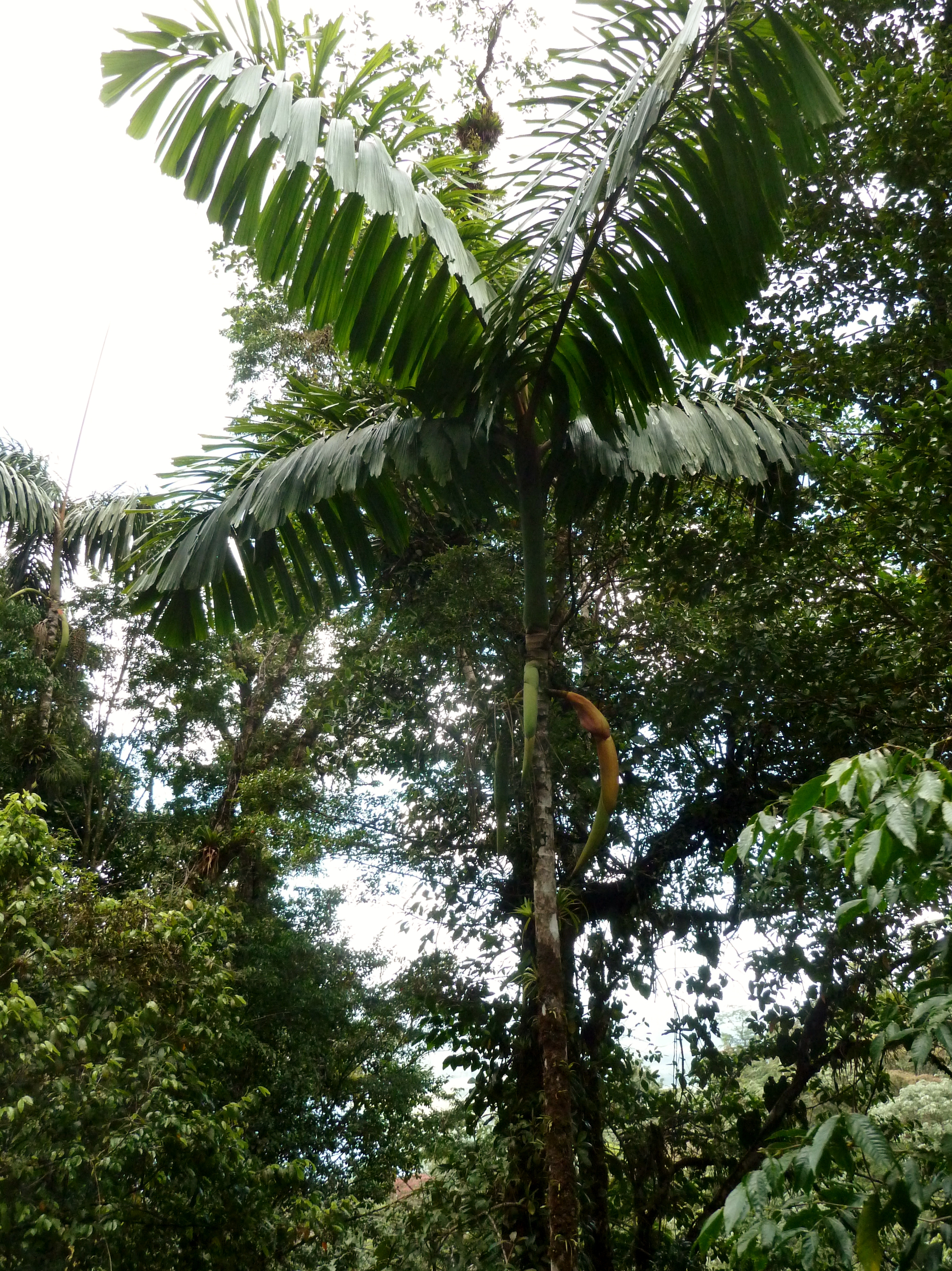
Couronne.
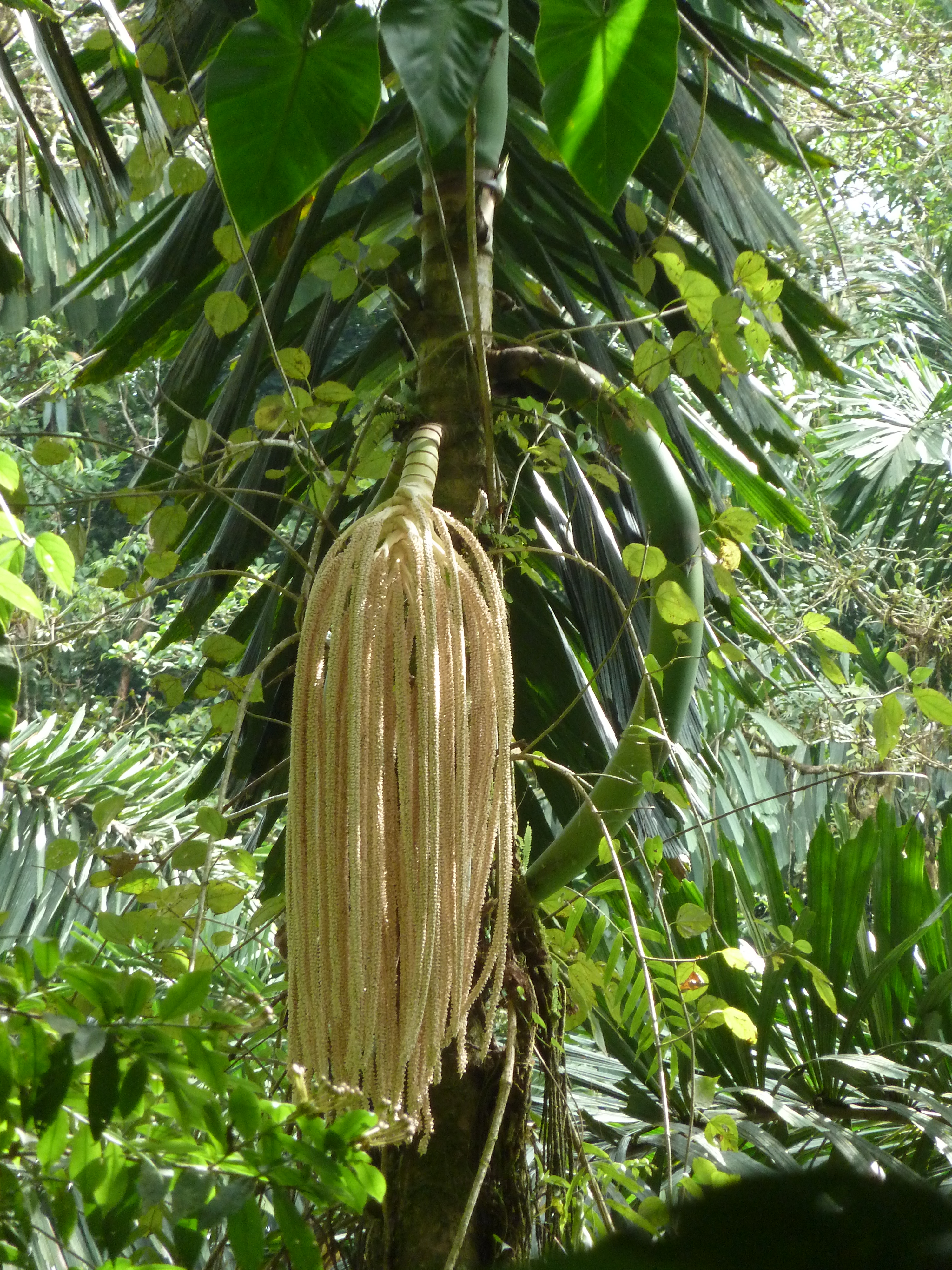
Inflorescence.

## Synonympe
- Ceroxylon deltoideum (Ruiz & Pav.) Kunth[3]
- Deckeria corneto H.Karst.[3]
- Deckeria phaeocarpa (Mart.) H.Karst.[3]
- Deckeria ventricosa (Mart.) H.Karst.[3]
- Iriartea corneto (H.Karst.) H.Wendl.[3]
- Iriartea gigantea H.Wendl.[3]
- Iriartea megalocarpa Burret[3]
- Iriartea phaeocarpa Mart.[3]
- Iriartea robusta Verschaff. ex H.Wendl.[3]
- Iriartea ventricosa Mart.[3]
- Iriartea weberbaueri Burret[3]
- Iriartea xanthorhiza Klotzsch ex Linden[3]